# Насрали
Насрали (в.-пандж. ਨਸਰਾਲੀ) — деревня в техсиле Ханна в округе Лудхияна в штате Пенджаб, Индия.
Согласно переписи 2011 года, в деревне проживает 437 семей: 1193 мужчин и 1090 женщин (2 283 жителей).
Уровень грамотности в Насрали — 76,63 %, что выше, чем в среднем в Пенджабе (75,84 %).
Зарегистрированные касты составляет 34,91 % от общей численности населения Насрали.
Насрали — родина звезды болливуда Дхармендры.